# Zdeněk Vala
Zdeněk Vala (* 8. února 1957) je bývalý český hokejový útočník.

## Hokejová kariéra
V československé lize hrál za TJ Gottwaldov. Odehrál 1 ligovou sezónu, nastoupil v 9 ligových utkáních a dal 1 gól. V nižších soutěžích odehrál za Gottwaldov další 2 sezóny. V nižší soutěži hrál i za ZVL Skalica.

## Klubové statistiky
| 1975/1976 | TJ Gottwaldov | 2. liga | - | - | - | - | - |
| 1978/1979 | TJ Gottwaldov | 1. liga | 9 | 1 | 0 | 1 | - |
| 1979/1980 | TJ Gottwaldov | 2. liga | - | - | - | - | - |
| 1985/1986 | ZVL Skalica   | 2. liga | - | - | - | - | - |
| 1986/1987 | ZVL Skalica   | 2. liga | - | - | - | - | - |
| 1987/1988 | ZVL Skalica   | 2. liga | - | - | - | - | - |